# ’Zat You, Santa Claus?
’Zat You, Santa Claus? is een kerstnummer geschreven door Jack Fox. Het werd gepubliceerd in december 1953 (door muziekuitgeverij Broude Bros.) en werd vertolkt door onder meer Louis Armstrong.
De eerste regels van het lied zijn:

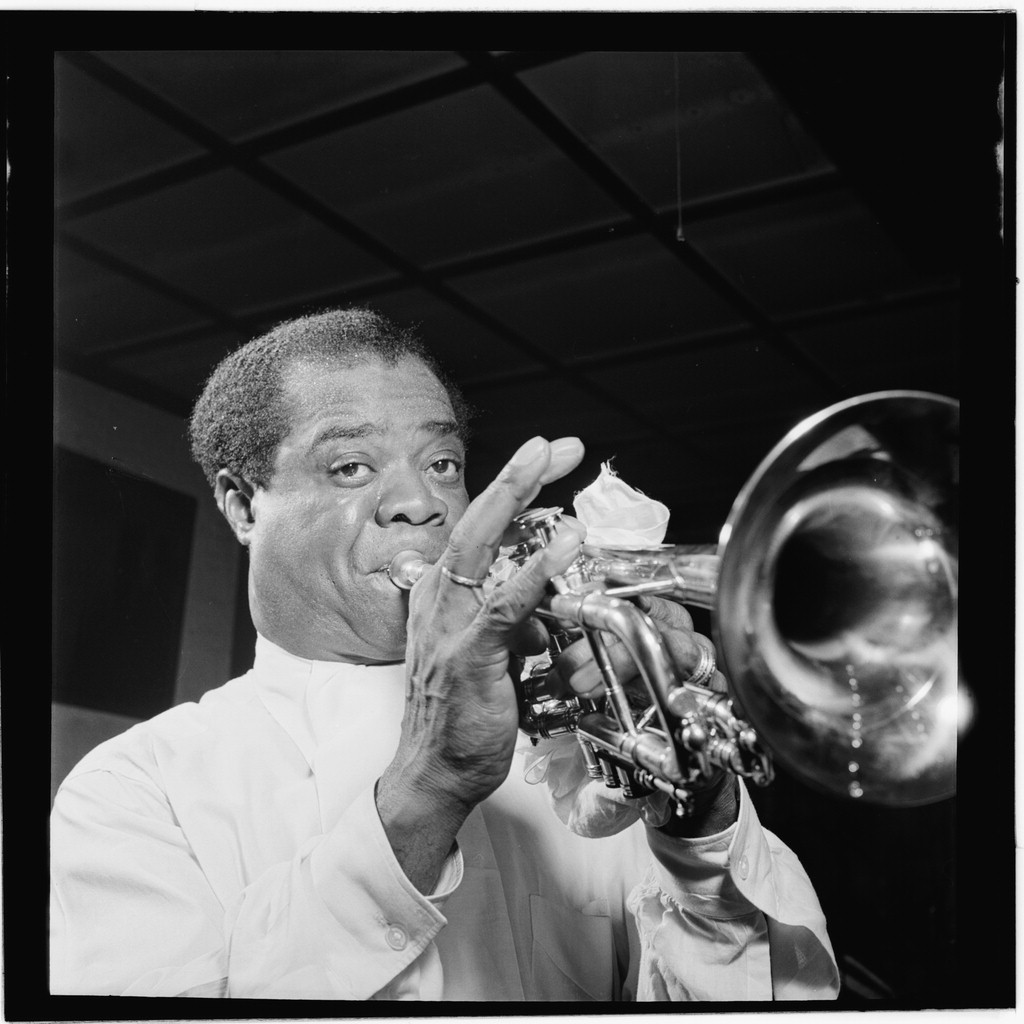
Louis Armstrong (1947, foto: William P. Gottlieb)

Gifts I'm preparing for some Christmas sharing 
But I pause because Hanging my stocking 
I can hear a knocking. Is that you, Santa Claus? 
Sure is dark out, ain’t the slightest spark out 
 'Pon my clackin' jaw. Who’s there, who is it 
 stopping for a visit? Is that you, Santa Claus? 
Het nummer ’Zat You, Santa Claus? werd op 22 oktober 1953 opgenomen door Louis Armstrong and The Commanders en kwam in die uitvoering in december dat jaar uit op Decca Records (Decca 9-28943). Het studioorkest stond onder leiding van Toots Camarata (van hem kwam ook het bigband-arrangement), onder de musici bevonden zich Billy Butterfield, Lou McGarity, Cutty Cutshall, Hymie Schertzer, Al Klink, Bernie Leighton, Carmen Mastren, Sandy Block en Ed Grady.
Het nummer werd in de jaren erna ook vertolkt door Bing Crosby, Benny Green, Rebecca Kilgore, Buster Poindexter, Harry Connick, Jr. en René Marie (met het Jazz at Lincoln Center Orchestra en Wynton Marsalis, 2014). Garth Brooks interpreteert het lied in de speelfilm Call Me Claus (2001).